# 超极化 (生物学)

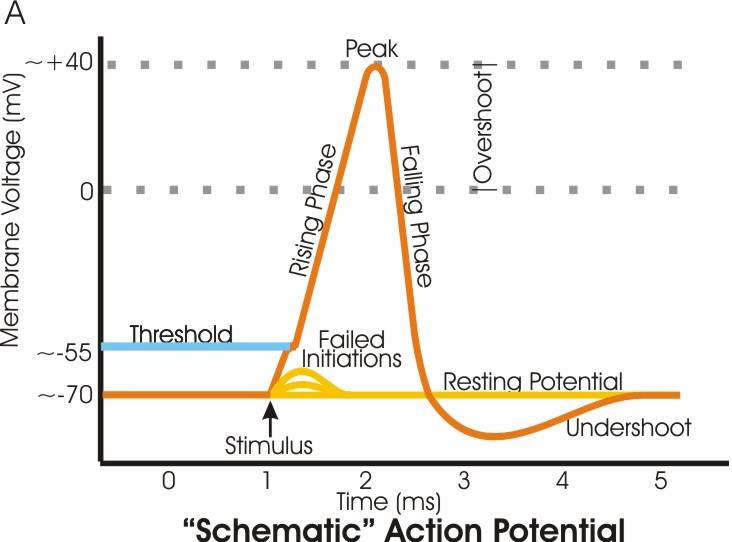
动作电位的膜电位变化图

超極化，又稱過極化(英文:hyperpolarization)，靜息时细胞膜内负外正的状态称为膜的极化状态。超極化是指神經細胞膜的一種生理狀態。膜內電位大於70毫伏，達到80毫伏，甚至90毫伏。其過程可使神經元處於暫時的抑制狀態。表現為後超極化電位和抑制性突觸後電位兩種形式。当膜两侧的极化现象加剧时称超极化，极化减弱时称去极化。